# Antoni Kenigsman
Antoni Kenigsman (ur. 1902, zm. 1942 w Mikołajkach) – polski rolnik zamordowany za pomoc okazaną trzem Żydom podczas okupacji niemieckiej. Uhonorowany przez wiceminister kultury i dziedzictwa narodowego Magdalenę Gawin w ramach projektu Instytutu Pileckiego Zawołani po imieniu.

## Życiorys
Antoni Kenigsman mieszkał z żoną Czesławą Kenigsman i córką Genowefą we wsi Mikołajki w okolicach Łomży. Utrzymywał się z prowadzenia gospodarstwa rolnego. W pierwszej połowie 1942 r. Kenigsman udzielił schronienia trzem Żydom. Zapewniał im bezpieczną kryjówkę i prowiant. W maju 1942 r. gospodarstwo Kenigsmana zostało przeszukane przez żandarmów z posterunku w Miastkowie oraz oficerów Gestapo. Znalezieni ukrywani Żydzi zostali zamordowani: 60-letni Całka, kupiec z Łomży został zabity na miejscu, natomiast dwójka młodszych Żydów została przed rozstrzelaniem poddana przesłuchaniu. Trójka zamordowanych ofiar została zakopana w lesie. Kenigsman nie był obecny w gospodarstwie od początku przeszukiwań; zjawił się w trakcie. Obecne Czesława Kenigsman i Genowefa uciekły przez okno domu. Kenigsman został pobity i wsadzony do samochodu, który skierował się w stronę wsi Chojny. Jego ciało zostało znalezione w okolicznym lesie, później pochowane na cmentarzu w Łomży. 

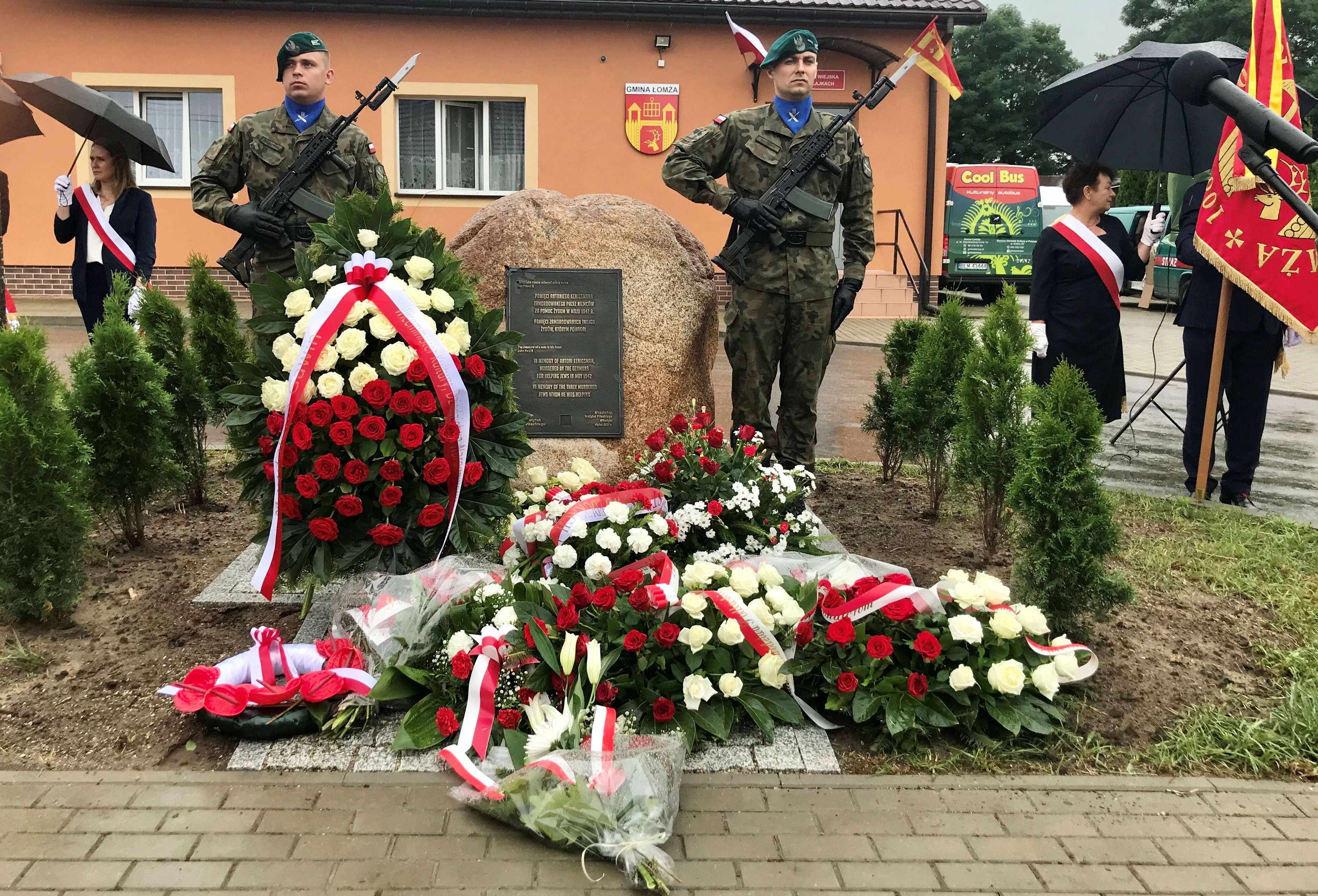
Kamień z tablicą pamiątkową poświęconą Antoniemu Keningsmanowi.

## Upamiętnienie
2 lipca 2021 r. w Mikołajkach w ramach zainicjowanego przez Magdalenę Gawin wiceminister kultury i dziedzictwa narodowego a prowadzonego przez Instytut Pileckiego projektu Zawołani po imieniu miało miejsce odsłonięcie tablicy pamiątkowej poświęconej Antoniemu Keningsmanowi. 